# ナタリア・リイェフスカ
ナタリア・リイェフスカ（Natalia Lijewska、2001年7月23日 - ）は、ポーランドの女子バレーボール選手。

## 来歴
グダニスク出身。アンダーカテゴリーのクラブを経て、2019年、KS Pałac Bydgoszczへ入団。2年間プレーした。
2021年9月、トルコのKalecik Belediye Spor Mektebiへ移籍することが発表され、シーズン途中からGöztepe SKへ加入し、翌シーズンまでプレーした。
2023年7月、Grot Budowlani Łódźへ移籍することが発表され、シーズン途中からはUNI Opoleでプレーした。
2024年9月、日本のSV.LEAGUEの群馬グリーンウイングスへの入団が発表された。登録名はナターリア・リエフスカ。
2025年3月、シーズン途中ながら群馬との契約を終了し、ベトナムリーグに移籍。

## 所属クラブ
- KS Pałac Bydgoszcz（2019-2021年）
- Kalecik Belediye Spor Mektebi（2021-2022年）
- Göztepe SK（2022-2023年）
- ブドフラニ・ウッチ（2023-2024年）
- UNI Opole（2024年）
- 群馬グリーンウイングス（2024-2025年）
- VTV Bình Điền Long An（2025年-）